# はーい!昼ナマ
『はーい!昼ナマ』（はーい ひるナマ）は、1996年9月30日から1998年9月25日まで一部TBS系列局で生放送された毎日放送（MBS）制作の情報番組である。放送時間は毎週月曜 - 金曜 14:00 - 14:55 (JST) 。

## 概要
司会はハイヒールのモモコとリンゴが担当。タイトルも同コンビ名と「お昼の生番組」をかけた、一種のかばん語となっている。
毎日放送は1993年秋まで平日14時台に広域ネットの自社制作生番組を編成していたが、『レインボー』の終了をもってTBSの『スーパーワイド』のネット枠拡大（第1部ネット）へと切り替えた。
その後は夕方に関西ローカルの生番組（『屋台の目ぇ』→『宵待5』）を編成していたが、1996年5月末にTBSビデオ問題が原因となり『スーパーワイド』が打ち切られたため、翌6月より平日14時 - 15時台が再放送枠となったという背景もあり、同年秋改編にて生番組枠を再び14時台に戻し、約3年ぶりに広域ネット番組を編成。それがこの番組である。

### 芸能ニュース
帯企画として芸能ニュースを紹介していた。上述のビデオ問題を理由にTBSがワイドショーからの撤退を表明し、芸能ニュースの取材をほとんど行わなくなったためにMBSが独自に撮影取材することになった。TBSで芸能デスクとして活動していた宇都木員夫をコメンテーターに迎え、MBS東京支社のスタジオから中継で出演。タイトルは「ハーイ宇都木です」とした。

## 終了とその後
TBSが14時台を（原則的に）全国枠とした『ジャスト』の開始を機に1998年9月をもって打ち切りとなった。この番組を最後に、毎日放送による平日昼の広域ネット番組は制作されていない。午後の生番組は継続されるが『宵待』と同じ関西ローカル・17時台へと戻り、1998年10月から『おかえりワイド』がスタート。1999年10月から『ちちんぷいぷい』を放送することになり、ハイヒールは火曜レギュラーとして1年ぶりに復帰した。
なお、『ジャスト』終了後の14時台は再び自社制作枠へと戻った。2005年4月から2008年9月にかけて『っちゅ〜ねん!』および『ちちんぷいぷい』を放送したが、いずれも関西ローカル。2009年度のみ、『ぷいぷい』を系列局の一部（TBSなど）でも放送したほか、金曜日の14時台に派生番組の『バンバンバン』（MBSの自社制作で全国ネット向けに生放送）を編成していた。『ぷいぷい』については、2010年度から関西ローカル放送へ戻った後に、2014年度下半期から系列局での同時ネットを再開。2017年度時点で、ハイヒールリンゴが月曜日、ハイヒールモモコが金曜日にレギュラーで出演している。
他局における「大阪発・平日午後」の広域ネット番組は『昼ナマ』終了から1年9か月後の2000年7月、関西テレビが『2時ドキッ!』を開始した。いきさつはフジテレビの午後のワイドショー撤退によるものであり、「在京の番組がなくなったので在阪で立ち上げて番販ネットする」構図としては全く同じだった。『2時ドキッ!』にはハイヒールの2人がそれぞれ1曜日ずつ出演した。その後『2時ワクッ!』『F-CUBE』と形態を変えていったが、夕方に関西ローカルのニュースワイド『FNNスーパーニュースアンカー』開始のため、2006年3月をもって広域ネットを終了した。2007年10月には読売テレビがそれまでの関西ローカルだった『情報ライブ ミヤネ屋』を『ザ・ワイド』の後枠として時間枠・ネット局を拡大している。

## ネット局
- 毎日放送（近畿広域圏：制作局）
- 東北放送（宮城県）- 1997年9月26日打ち切り。
- 新潟放送（新潟県）
- 静岡放送（静岡県）- 1997年3月28日打ち切り。（『情報!もぎたてサラダ』のフルネット放送は1997年11月まで。）
- チューリップテレビ（富山県）- 1998年3月27日打ち切り。
- 北陸放送（石川県）- 1997年3月28日打ち切り。
- 山陰放送（島根県・鳥取県）
- 山陽放送（岡山県・香川県）
- テレビ高知（高知県）[2]- 1998年2月27日打ち切り。
- 中国放送（広島県）- 1997年9月22日打ち切り[3]。
- あいテレビ（愛媛県）- 1997年9月26日打ち切り。
- 琉球放送（沖縄県）

### ネット局に関する備考
- 途中打ち切りの局は、テレビ高知を除いて『わいわいティータイム』(1997年3月31日以降)～『情報!もぎたてサラダ』(1997年9月29日以降)のフルネット放送に切り替え。
- 選抜高等学校野球大会中継期間中は、制作局のみ試合中止時を除き休止し、ネット局に向けて裏送りで放送した。[4]

## 出演者

### 総合司会
- ハイヒール

### 進行アナウンサー
- 西靖（MBSアナウンサー）
- 松井愛（MBSアナウンサー）

### コメンテーター
- トミーズ健
- 島田珠代
- 野村沙知代
- 羽賀研二
- ほか